# シティロード
『シティロード』は、エコー企画、西アドが発行していた日本の情報雑誌。
1971年12月に『コンサートガイド』の名で創刊され、当初は東京で毎月行われているコンサート情報をまとめた雑誌で、レコード店などで（定価はついていたものの）実質無料で配布されていた。1974年に書店売りへと方針変更をし、東京の映画、演劇、ライブなどの公開情報を追加、その後美術、スポーツなどの情報も掲載するようになり、1975年9月に誌名を『シティロード』へと改称した。
月刊の情報誌として、映画、演劇、音楽等を広く扱い、批評やインタビューにも力を入れた。70年代から80年代にかけて、情報誌としては雑誌『ぴあ』に肩を並べるライバル誌、二大勢力誌で、『ぴあ』がカタログ的な短い文章で紹介されたのに対して、ひと癖あるライターがこだわりや批評性の強い文章を書き、『ぴあ』よりマニア度が高かった。この硬派な姿勢が評価され、ミニシアターの草分け「シネマスクエアとうきゅう」が、劇場の斬新さをアピールすべく、オープニング上映を決めた『ジェラシー』の広告を1981年6月号から10月号まで連続して同誌で打ったことがある。しかし1992年9月号で休刊。同年、出版元を西アドへ変更して復刊したが、1994年2月刊行の4・5月号をもって廃刊となった。かつての編集者に仲俣暁生や神田陽司などがいる。

## シティロード・メモリアル・ベスト
「シティロード・メモリアル・ベスト」は、1975年に「シティロード」読者投票によってベストテンを選定することから始まった。第16回（1990年度）からは本誌執筆者による選出となり、第18回（1992年度）で終了した。
洋画は当該年に初公開された映画の中から印象に残った作品、邦画も当該年に初公開された映画（自主映画も含む）の中から印象に残った作品を選定。2月下旬発売の3月号の本誌誌上で発表。

### 1974年度
- 映画部門[11]
  - 洋画1位 『スティング』（ジョージ・ロイ・ヒル監督）
  - 邦画1位 『砂の器』（野村芳太郎監督）
  - 男優1位 ブルース・リー
  - 女優1位 テータム・オニール

### 第1回（1975年度）
- 映画部門[11][10]
  - メモリアルシネマ・洋画編1位 『タワーリング・インフェルノ』（ジョン・ギラーミン監督）
  - メモリアルシネマ・邦画編1位 『金環食』（山本薩夫監督）
  - 監督1位 黒澤明
  - 男優1位 ロバート・レッドフォード
  - 女優1位 フェイ・ダナウェイ

### 第2回（1976年度）
- 映画部門[11][12]
  - メモリアルシネマ・洋画編1位 『カッコーの巣の上で』（ミロス・フォアマン監督）
  - メモリアルシネマ・邦画編1位 『犬神家の一族』（市川崑監督）
  - 監督1位 アルフレッド・ヒッチコック
  - 男優1位 ジャック・ニコルソン
  - 女優1位 原田美枝子

### 第3回（1977年度）
- 映画部門[11][13]
  - メモリアルシネマ・洋画編1位 『ロッキー』（ジョン・G・アヴィルドセン監督）
  - メモリアルシネマ・邦画編1位 『幸福の黄色いハンカチ』（山田洋次監督）
  - 監督1位 山田洋次
  - 男優1位 シルベスター・スタローン
  - 女優1位 フェイ・ダナウェイ

### 第4回（1978年度）
- 映画部門[11][14]
  - ザベストテン・洋画編1位 『未知との遭遇』（スティーヴン・スピルバーグ監督）
  - ザベストテン・邦画編1位 『サード』（東陽一監督）
  - 監督1位 スティーヴン・スピルバーグ
  - 男優1位 リチャード・ドレイファス
  - 女優1位 ダイアン・キートン

### 第5回（1979年度）
- 映画部門[11][15]
  - ベストシネマ・洋画1位 『ディア・ハンター』（マイケル・チミノ監督）
  - ベストシネマ・邦画1位 『太陽を盗んだ男』（長谷川和彦監督）
  - 監督1位 長谷川和彦
  - 男優1位 ロバート・デ・ニーロ
  - 女優1位 桃井かおり

### 第6回（1980年度）
- 映画部門[11][16]
  - ベストシネマ・洋画1位 『地獄の黙示録』（フランシス・フォード・コッポラ監督）
  - ベストシネマ・邦画1位 『影武者』（黒澤明監督）
  - ベスト監督1位 フランシス・フォード・コッポラ
  - ベスト男優1位 スティーブ・マックイーン
  - ベスト女優1位 ベッド・ミドラー

### 第7回（1981年度）
- 映画部門[11][17]
  - ベストシネマ・洋画1位 『レイダース/失われたアーク《聖櫃》』（スティーヴン・スピルバーグ監督）
  - ベストシネマ・邦画1位 『セーラー服と機関銃』（相米慎二監督）
  - ベスト監督1位 デイヴィッド・リンチ
  - ベスト男優1位 ロバート・デ・ニーロ
  - ベスト女優1位 薬師丸ひろ子

### 第8回（1982年度）
- 映画部門[11][18]
  - ベストシネマ・洋画1位 『E.T.』（スティーヴン・スピルバーグ監督）
  - ベストシネマ・邦画1位 『転校生』（大林宣彦監督）
  - ベスト監督1位 スティーヴン・スピルバーグ
  - ベスト男優1位 シルベスター・スタローン
  - ベスト女優1位 小林聡美

### 第9回（1983年度）
- 映画部門[11][19]
  - ベストシネマ・洋画1位 『ガープの世界』（ジョージ・ロイ・ヒル監督）
  - ベストシネマ・邦画1位 『時をかける少女』（大林宣彦監督）
  - ベスト監督1位 大林宣彦
  - ベスト男優1位 松田優作
  - ベスト女優1位 原田知世

### 第10回（1984年度）
- 映画部門[11][20]
  - ベストシネマ・洋画1位 『インディ・ジョーンズ/魔宮の伝説』（スティーヴン・スピルバーグ監督）
  - ベストシネマ・邦画1位 『Wの悲劇』（澤井信一郎監督）
  - ベスト監督1位 スティーヴン・スピルバーグ
  - ベスト男優1位 ロバート・デ・ニーロ
  - ベスト女優1位 薬師丸ひろ子

### 第11回（1985年度）
- 映画部門[11][21]
  - ベストシネマ・洋画1位 『バック・トゥ・ザ・フューチャー』（ロバート・ゼメキス監督）
  - ベストシネマ・邦画1位 『さびしんぼう』（大林宣彦監督）
  - ベスト監督1位 相米慎二
  - ベスト男優1位 ハリソン・フォード
  - ベスト女優1位 ナスターシャ・キンスキー

### 第12回（1986年度）
- 映画部門[22]
  - ベストシネマ・洋画1位 『エイリアン2』（ジェームズ・キャメロン監督）
  - ベストシネマ・邦画1位 『天空の城ラピュタ』（宮崎駿監督）
  - ベスト監督1位 ジム・ジャームッシュ
  - ベスト男優1位 ウィリアム・ハート
  - ベスト女優1位 シガニー・ウィーバー

### 第13回（1987年度）
- 映画部門[23]
  - ベストシネマ・洋画1位 『スタンド・バイ・ミー』（ロブ・ライナー監督）
  - ベストシネマ・邦画1位 『ゆきゆきて、神軍』（原一男監督）
  - ベスト監督1位 ウディ・アレン
  - ベスト男優1位 デニス・ホッパー
  - ベスト女優1位 富田靖子

### 第14回（1988年度）
- 映画部門[24]
  - ベストシネマ・洋画1位 『ベルリン・天使の詩』（ヴィム・ヴェンダース監督）
  - ベストシネマ・邦画1位 『となりのトトロ』（宮崎駿監督）
  - ベスト監督1位 ヴィム・ヴェンダース
  - ベスト男優1位 ロバート・デ・ニーロ
  - ベスト女優1位 ジュリエット・ビノシュ

### 第15回（1989年度）
- 映画部門[25]
  - ベストシネマ・洋画1位 『ダイ・ハード』（ジョン・マクティアナン監督）
  - ベストシネマ・邦画1位 『どついたるねん』（阪本順治監督）
  - ベスト監督1位 侯孝賢
  - ベスト男優1位 松田優作
  - ベスト女優1位 イザベル・アジャーニ

### 第16回（1990年度）
- 映画部門[26]
  - 洋画1位 『グッドフェローズ』（マーティン・スコセッシ監督）
  - 邦画1位 『3-4X10月』（北野武監督）

### 第17回（1991年度）
- 映画部門[26]
  - 洋画1位 『インディアン・ランナー』（ショーン・ペン監督）
  - 邦画1位 『あの夏、いちばん静かな海。』（北野武監督）

### 第18回（1992年度）
- 映画部門[26]
  - 洋画1位 『牯嶺街少年殺人事件』（楊徳昌監督）
  - 邦画1位 『シコふんじゃった。』（周防正行監督）